# 2021 en astronomie
2019 en astronomie - 2020 en astronomie - 2021 en astronomie - 2022 en astronomie - 2023 en astronomie 

## Événements

### Janvier
- 2 janvier : la Terre passe à son périhélie à 0,983 257 ua (147 093 163 km).
- 4 janvier : la mesure du carbone 14 sur les cernes des arbres permet de révéler l'activité solaire entre les années 969 et 1933, et particulièrement les tempêtes solaires en 993, en 1052 et en 1279[1],[2].
- 11 janvier : ALMA observe une galaxie mourante[3].
- 21 janvier : l'utilisation du Square Kilometre Array permet de découvrir de la matière baryonique manquante[4],[5].
- 24 janvier : occultation d'une étoile par (617) Patrocle[6].
- 25 janvier : annonce de la découverte de 6 exoplanètes autour de TOI-178, dont 5 sont dans une résonance de Lagrange[7].

### Février
- 7 février : nouvel an de l'année 36 sur Mars[8].
- 10 février : confirmation par le NOIRLab de la découverte de 2018 AG37, anciennement FarFarOut, le plus lointain objet transneptunien situé à environ 132 unités astronomiques (19,75 milliards de kilomètres) du Soleil[9].
- 18 février : arrivée de l'astromobile Perseverance sur Mars[10],[11].
- 26 février : le réseau ALMA mesure des vents à 1 450 km/h dans la stratosphère de Jupiter[12],[13].

### Mars
- 10 mars : la détection par IceCube d'un antineutrino d'une énergie de 6,3 PeV permet de valider la résonance Glashow[14],[15].
- 12 mars : 
  - nouvelle étude sur la formation de Titan et Encelade, satellites naturels de Saturne[16],[17].
  - le trou noir supermassif de la galaxie J0437+2456 se déplace à plus de 175 000 km/h[18],[19].
- 16 mars : 
  - la météorite Erg Chech 002 datée de 4,565 milliards d'années est la plus ancienne lave du système solaire[20],[21].
  - selon une nouvelle étude, 1I/ʻOumuamua serait un fragment de glace de diazote éjecté de la surface d'un « exo-Pluton » il y a environ 400 millions d'années[22],[23],[24].
  - une nouvelle étude montre que l'eau sur Mars est plutôt emprisonnée dans la croute au lieu de s'être échappée dans l'espace[25],[26].
- 18 mars : le spectrographe MUSE permet la découverte dans le champ ultra-profond de Hubble de filaments et de galaxies naines de la toile cosmique[27],[28].
- 20 mars : équinoxe de mars à 9 h 37 GMT[29].
- 21 mars : l'astéroïde Apollon (231937) 2001 FO32 passe à 2 000 000 km de la Terre[30].
- 26 mars : 
  - le plus proche trou noir appartient au système V723 Monocerotis de la constellation de la Licorne[31],[32].
  - occultation d'une étoile par (617) Patrocle[6].
- 31 mars : 
  - l'observatoire spatial de rayons X Chandra observe un rayonnement X émis par Uranus[33],[34],[35].
  - il y a 430 000 ans, une météorite a explosé au-dessus de l'Antarctique[36],[37].

### Avril
- 19 avril :
  - l'hélicoptère Ingenuity est le premier engin motorisé à effectuer un vol stationnaire dans l'atmosphère de Mars.
  - une étude sur l'impact des constellations de satellites sur la pollution lumineuse, sur l'astronomie et la biodiversité est présentée devant le comité des utilisations pacifiques de l'espace extra-atmosphérique[38].
- 20 avril : le démonstrateur MOXIE de la mission Mars 2020 réussit à produire de l'oxygène à partir de dioxyde de carbone de l'atmosphère de Mars.
- 23 avril : Lancement de la Mission spatiale européenne Alpha.
- 26 avril : une nouvelle étude remet en cause le modèle de rotation des vieilles étoiles[39],[40].

### Mai
- 4 mai : occultation d'une étoile par (617) Patrocle[6].
- 6 mai : maximum des Êta aquarides (50 météores par heure).
- 15 mai : Le rover Zhurong de l'Administration spatiale nationale chinoise a atterri avec succès à Utopia Planitia sur Mars, faisant de la Chine le troisième pays sur Terre à atteindre un atterrissage en douceur sur la planète.
- 26 mai : éclipse totale de lune, visible depuis le Pacifique[29].

### Juin
- 2 juin : la NASA annonce la sélection de deux nouvelles missions vers Vénus, VERITAS et DAVINCI, qui seront lancées entre 2028 et 2030. Il s'agira du premier vaisseau spatial américain envoyé sur Vénus depuis la mission Magellan en 1989. Les missions se concentreront sur la cartographie de la surface de Vénus ; et calculer la composition de l'atmosphère pour mieux comprendre l'histoire géologique de Vénus[41].
- 4 juin : occultation d'une étoile par (617) Patrocle[6].
- 7 juin : 
  - maximum des Ariétides (30 météores par heure).
  - une analyse bayésienne montre que le méthane d'Encelade pourrait avoir une origine biologique[42],[43].
- 9 juin : occultation d'une étoile par (617) Patrocle[6].
- 10 juin : éclipse solaire annulaire, passant par le nord-est du Canada, le nord-ouest du Groenland, le pôle Nord et l'est de la Russie[29].
- 21 juin : solstice de juin à 3 h 32 GMT[29].
- 29 juin : annonce de la détection en janvier 2020 de 2 paquets d'ondes gravitationnelles, dénommés GW200105 et GW200115, montrant l'absorption d'une étoile à neutrons par un trou noir stellaire[44],[45],[46].

### Juillet
- 5 juillet : la Terre passe à son aphélie[29].
- 11 juillet : premier vol suborbital avec passagers de l'avion spatial VSS Unity de Virgin Galactic.
- 20 juillet : premier vol habité de la fusée suborbitale New Shepard de Blue Origin avec quatre passagers, dont le milliardaire Jeff Bezos et l'aviatrice Wally Funk.

### Août
- 6 au 8 août : 30e anniversaire, mais 31e édition des Nuits des étoiles[47].
- 12 août : maximum des Perséides (60 météores par heure).
- 13 août : occultation d'une étoile par (21900) Oros[6].

### Septembre
- 22 septembre : équinoxe de septembre à 19 h 21 GMT[29].

### Octobre
- 1er octobre : occultation d'une étoile par (15094) Polymèle[6].
- 10 octobre : maximum des Taurides (10 météores par heure).
- 16 octobre : occultation d'une étoile par (21900) Oros[6].
- 20 octobre : occultation d'une étoile par (3548) Eurybate[6].
- 23 octobre : occultation d'une étoile par (15094) Polymèle[6].

### Novembre
- 19 novembre : éclipse partielle de lune, visible depuis les Amériques[29].
- 19 au 21 novembre : Rencontres du ciel et de l'espace à la Cité des sciences et de l'industrie.
- 24 novembre : la mission DART, de la NASA, doit tester le recours à un engin de type impacteur pour dévier un astéroïde qui soit susceptible de frapper la Terre. Le satellite équipé d'un moteur ionique doit être lancé en novembre 2021 et percuter Dimorphos, le satellite de (65803) Didymos[48].

### Décembre

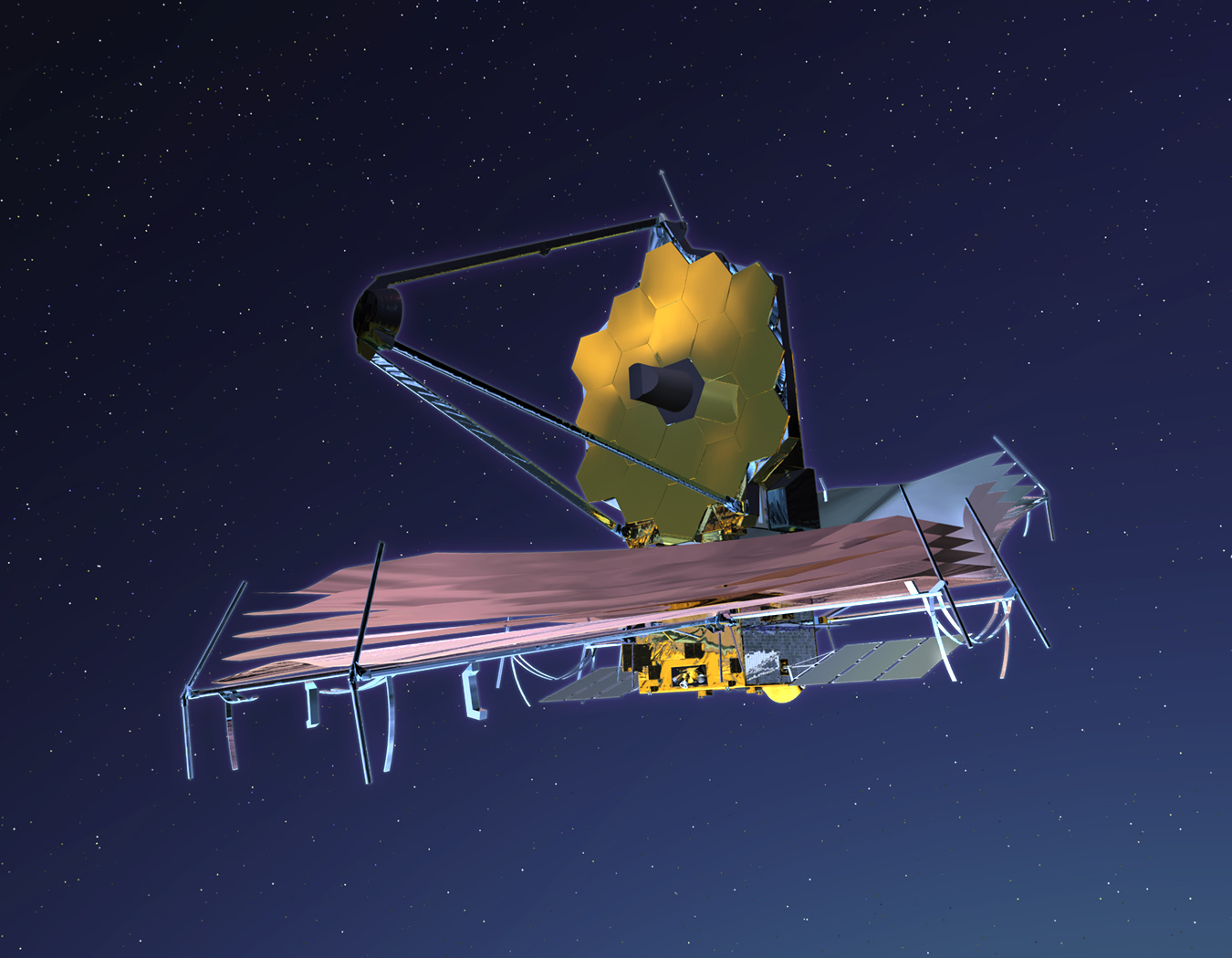
Vue d'artiste du télescope spatial James Webb, dont le lancement est prévu le 18 décembre 2021.

- 3 décembre : maximum des Andromédides (20 météores par heure).
- 4 décembre : éclipse solaire totale, visible depuis l'Antarctique[29].
- 14 décembre : maximum des Géminides (60 à 75 météores par heure).
- 18 décembre : lancement prévu du télescope spatial James Webb[49].
- 21 décembre : solstice de décembre à 15 h 59 GMT[29].

## Objets

### Comètes
En 2021, les comètes suivantes sont à l'honneur :
- C/2014 UN271 (Bernardinelli-Bernstein), découverte le 20 octobre 2014 a été reconnue comme comète le 24 juin. Cette comète géante d'une taille de 100 à 300 km passera au périhélie vers le 23 janvier 2031[50].

### Phases de la Lune
Le tableau suivant résume les phases de la Lune pour l'année 2021:
| #  | Nouvelle lune | Premier quartier | Pleine lune | Dernier quartier |
| -- | ------------- | ---------------- | ----------- | ---------------- |
|    |               |                  |             | 06/01            |
| 1  | 13/01         | 20/01            | 28/01       | 04/02            |
| 2  | 11/02         | 19/02            | 27/02       | 06/03            |
| 3  | 13/03         | 21/03            | 28/03       | 04/04            |
| 4  | 12/04         | 20/04            | 27/04       | 03/05            |
| 5  | 11/05         | 19/05            | 26/05       | 02/06            |
| 6  | 10/06         | 18/06            | 24/06       | 01/07            |
| 7  | 10/07         | 17/07            | 24/07       | 31/07            |
| 8  | 08/08         | 15/08            | 22/08       | 30/08            |
| 9  | 07/09         | 13/09            | 20/09       | 29/09            |
| 10 | 06/10         | 13/10            | 20/10       | 28/10            |
| 11 | 04/11         | 11/11            | 19/11       | 27/11            |
| 12 | 04/12         | 11/12            | 19/12       | 27/12            |

### Conjonctions, oppositions et élongations
Conjonctions, oppositions et élongations notables entre le Soleil, la Lune, les planètes du système solaire, et des étoiles remarquables pour l'année 2021 :
| Date        | Heure (UTC) | Premier corps | Distance angulaire | Deuxième corps    | Élongation | Notes                                                  |
| ----------- | ----------- | ------------- | ------------------ | ----------------- | ---------- | ------------------------------------------------------ |
| 11 janvier  |             | Mercure       | 1,5°               | Jupiter           |            | [ 52 ]                                                 |
| 20 janvier  |             | Mars          | 1,5°               | Uranus            |            |                                                        |
| 24 janvier  |             | Mercure       | 18,5°              | Soleil            |            | plus grande élongation à l'est                         |
| 5 mars      |             | Mercure       |                    | Jupiter           |            |                                                        |
| 10 mars     |             | Mercure       |                    | Jupiter           |            |                                                        |
| 10 mars     |             | Mercure       |                    | Saturne           |            |                                                        |
| 17 avril    |             | Lune          | 0°                 | Mars              |            | occultation visible depuis l'Asie du Sud-Est.          |
| 25 avril    |             | Mercure       |                    | Vénus             |            |                                                        |
| 12 mai      |             | Lune          |                    | Vénus             |            |                                                        |
| 12 juillet  |             | Vénus         |                    | Mars              |            |                                                        |
| 18 août     |             | Mercure       |                    | Mars              |            |                                                        |
| 2 septembre |             | Lune          | 0°                 | Epsilon Geminorum |            | occultation visible depuis l'Europe.                   |
| 8 novembre  |             | Lune          | 0°                 | Vénus             |            | occultation visible depuis le nord-ouest du Pacifique. |

## Missions spatiales astronomiques
En 2021, les missions spatiales à vocation astronomique suivantes sont à l'honneur :

### Soleil
- SoHO, lancée le 2 décembre 1995 est en fonctionnement.
- Parker Solar Probe, lancée le 12 août 2018, s'approche de plus en plus près du Soleil.
- Solar Orbiter, est lancée le 10 février 2020. La phase opérationnelle doit débuter en 2022.

### Mercure
- BepiColombo, lancée le 19 octobre 2018, devrait s'insérer en orbite autour de Mercure le 5 décembre 2025.

### Vénus
- Akatsuki en orbite autour de Vénus est proche de sa fin de mission.

### Lune
- Lunar Reconnaissance Orbiter, lancée le 18 juin 2009 est toujours active autour de la Lune.
- Queqiao, lancée le 20 mai 2018 s'insère le 14 juin 2018 sur une orbite de halo autour du point de Lagrange L2 du système Terre-Lune. Elle sert de relais de communications entre la Terre, Chang'e 4 et Yutu 2.
- Chang'e 4, lancée le 7 décembre 2018 a atterri sur la face cachée de la Lune le 3 janvier 2019. Elle a déposé l'astromobile Yutu 2 qui est toujours actif en 2021.
- Chandrayaan-2, lancée le 22 juillet 2019 s'insère sur une orbite lunaire le 20 août 2019. Son orbiteur, sur une orbite polaire, est toujours actif en 2021.

### Mars
- 2001 Mars Odyssey, lancée le 7 avril 2001 est toujours active autour de Mars.
- Mars Express, lancée le 2 juin 2003 est proche de sa fin de mission autour de Mars.
- Mars Reconnaissance Orbiter, lancée le 12 août 2005, sur une orbite polaire martienne, continue de cartographier la surface de Mars.
- Mars Science Laboratory, lancée le 26 novembre 2011, dépose l'astromobile Curiosity le 6 août 2012 dans le cratère Gale.
- Mangalyaan, lancée le 5 novembre 2013, s'insère en orbite martienne le 24 septembre 2014. C'est la première sonde spatiale indienne à destination de Mars.
- MAVEN, lancée le 18 novembre 2013, s'insère en orbite martienne le 22 septembre 2014. Elle continue à étudier l'atmosphère de Mars.
- ExoMars Trace Gas Orbiter, lancée le 14 mars 2016, s'insère en orbite martienne le 19 octobre 2016. Elle étudie l'atmosphère de Mars.
- InSight, lancée le 5 mai 2018, se pose dans la zone Elysium Planitia le 26 novembre 2018. Elle étudie la structure interne de Mars par utilisation notamment d'un sismomètre[53].
- Hope ou Al-Amal lancée le 19 juillet 2020 se met en orbite martienne le 9 février[54].
- Tianwen-1 lancée le 23 juillet 2020 se met en orbite martienne le 10 février[55]. L'atterrisseur dépose l'astromobile Zhurong dans Utopia Planitia le 15 mai[56],[57]. Il commence à rouler le 21 mai[58].
- Mars 2020, lancée le 30 juillet 2020, est déposée l'astromobile (rover) Perseverance dans le cratère Jezero le 18 février 2021[59],[60]. L'hélicoptère Ingenuity fait son premier vol dans l'atmosphère martienne le 19 avril[61]. Le 20 avril, l'instrument MOXIE de Perseverance produit de l'oxygène à partir du gaz carbonique atmosphérique[62].

### Astéroïdes
- Hayabusa 2, lancée le 3 décembre 2014, se met en orbite autour de Ryugu le 27 juin 2018. Elle prélève des échantillons le 21 février 2019 et le 11 juillet 2019 et repart vers la Terre le 13 novembre 2019. La capsule d'échantillons se détache de la sonde le 5 décembre 2020 et se pose le même jour près de Woomera. La sonde poursuit sa mission vers 1998 KY26, qu'elle devrait atteindre en juillet 2031.
- OSIRIS-REx, lancée le 8 septembre 2016, se met en orbite autour de Bénou le 31 décembre 2018. Cette sonde repart de Bénou le 10 mai pour un retour sur Terre prévu le 24 septembre 2023[63].

### Jupiter
- Juno, lancée le 5 août 2011, se met en orbite autour de Jupiter le 5 juillet 2016, devrait terminer sa mission le 16 juillet 2021[64].

### Espace lointain
- Voyager 2 et Voyager 1, lancées respectivement les 20 août et 5 septembre 1977 sont en 2021 à 127 au et 152 au[65].
- New Horizons, lancée le 19 janvier 2006 est le 17 avril à 50 au[65].

## Personnalités

### Nominations
- 20 janvier : Steve Jurczyk devient administrateur de la NASA par intérim[66].
- 1er mars : Josef Aschbacher, astronome autrichien, devient directeur général de l'Agence spatiale européenne[67].
- 14 avril : Philippe Baptiste est nommé président du Centre national d'études spatiales[68].
- 3 mai : Bill Nelson devient administrateur de la NASA[69].

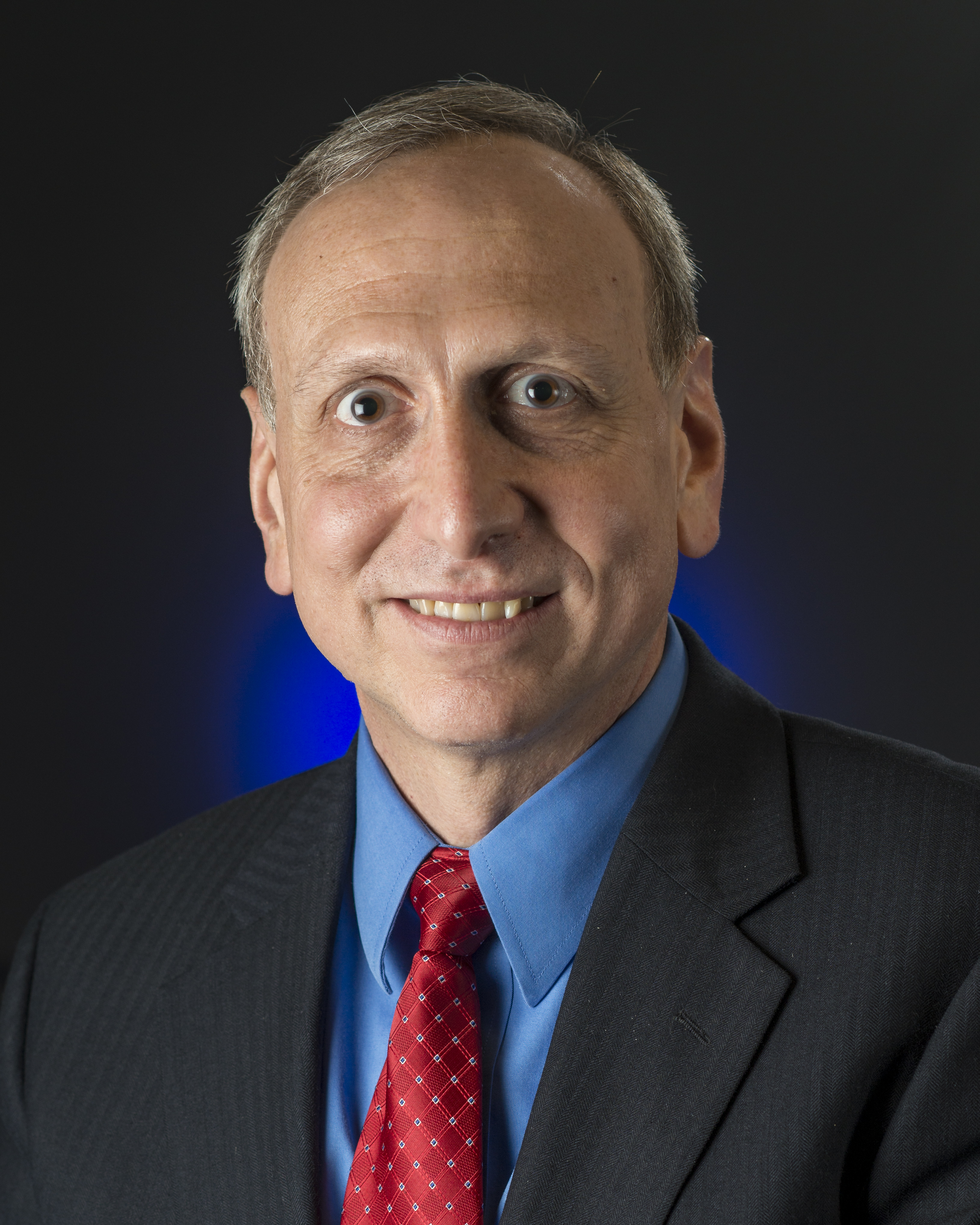
Steve Jurczyk
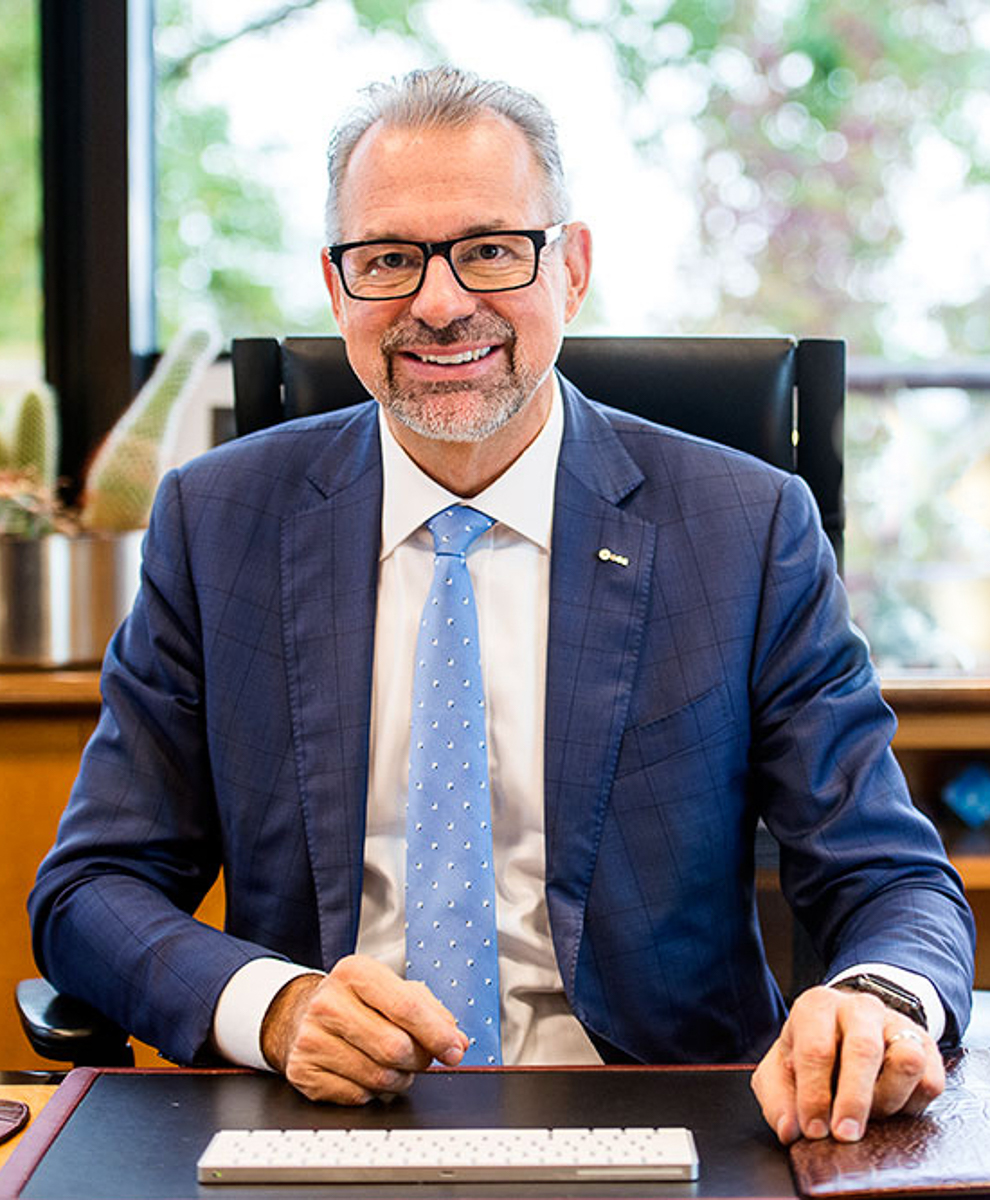
Josef Aschbacher
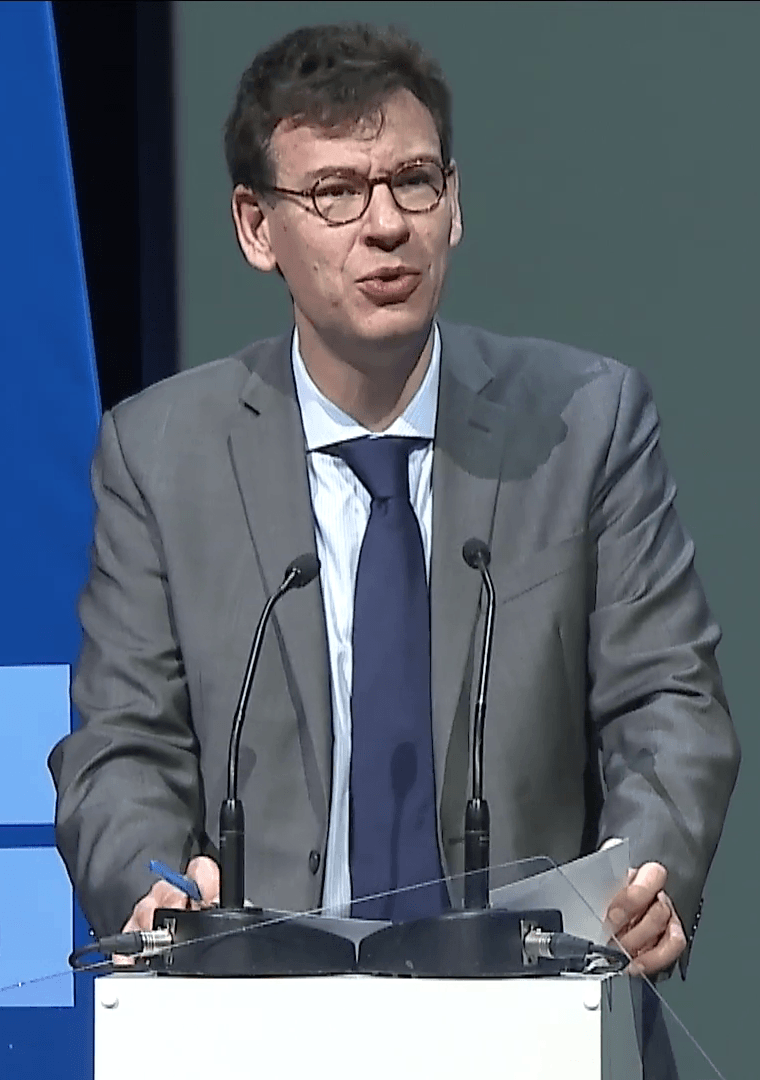
Philippe Baptiste
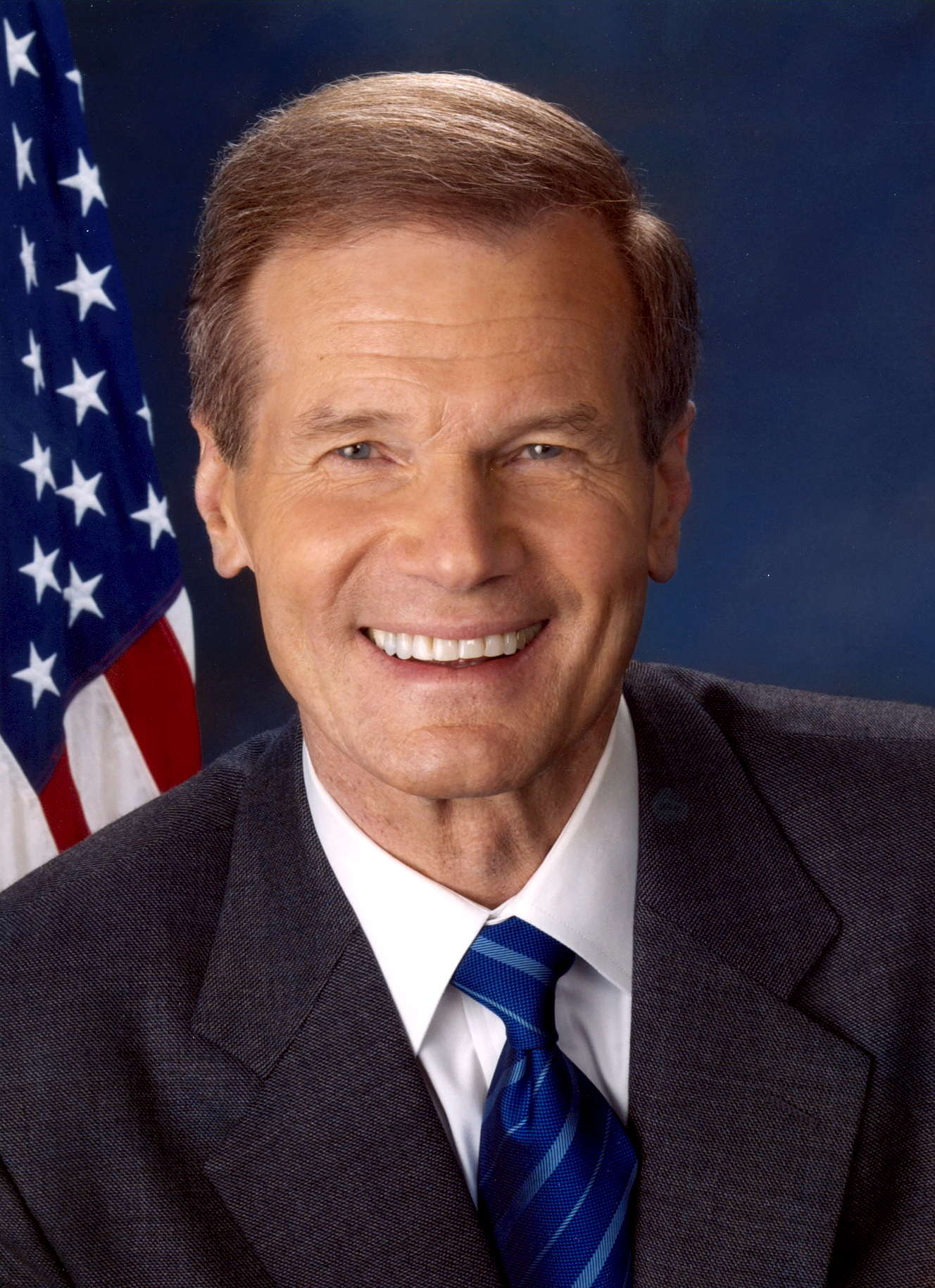
Bill Nelson

### Prix
- 5 janvier : le prix Jules-Janssen 2020 est attribué à Ewine van Dishoeck, astrophysicienne néerlandaise, présidente de l'Union astronomique internationale[70].
- 11 février : le Prix L'Oréal-Unesco pour les femmes et la science 2021 est attribué à Françoise Combes, astrophysicienne, professeur au Collège de France[71].

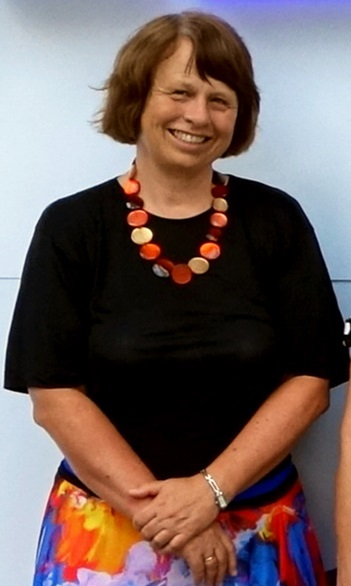
Ewine van Dishoeck
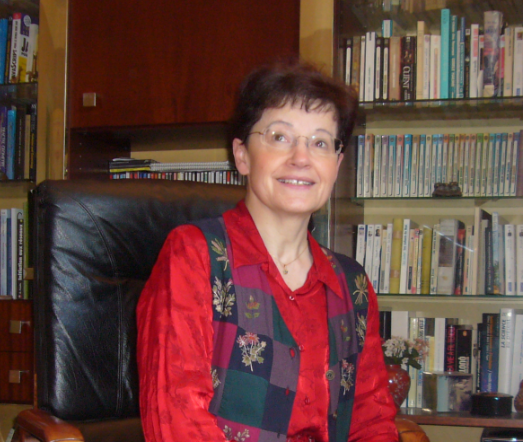
Françoise Combes

### Décès
- 9 janvier : Isaak Khalatnikov, physicien soviétique, a participé au développement de la conjecture BKL en relativité générale[72].
- 24 mars : Ezra Ted Newman, physicien américain, spécialiste de la relativité générale et des trous noirs chargés électriquement.
- 5 avril : Cécile Renault, astrophysicienne française spécialisée dans l'étude des astroparticules et la cosmologie[73].
- 28 avril : Michael Collins, pilote du Module de commande et de service d'Apollo 11[74].

Isaak Khalatnikov (1919-2021)
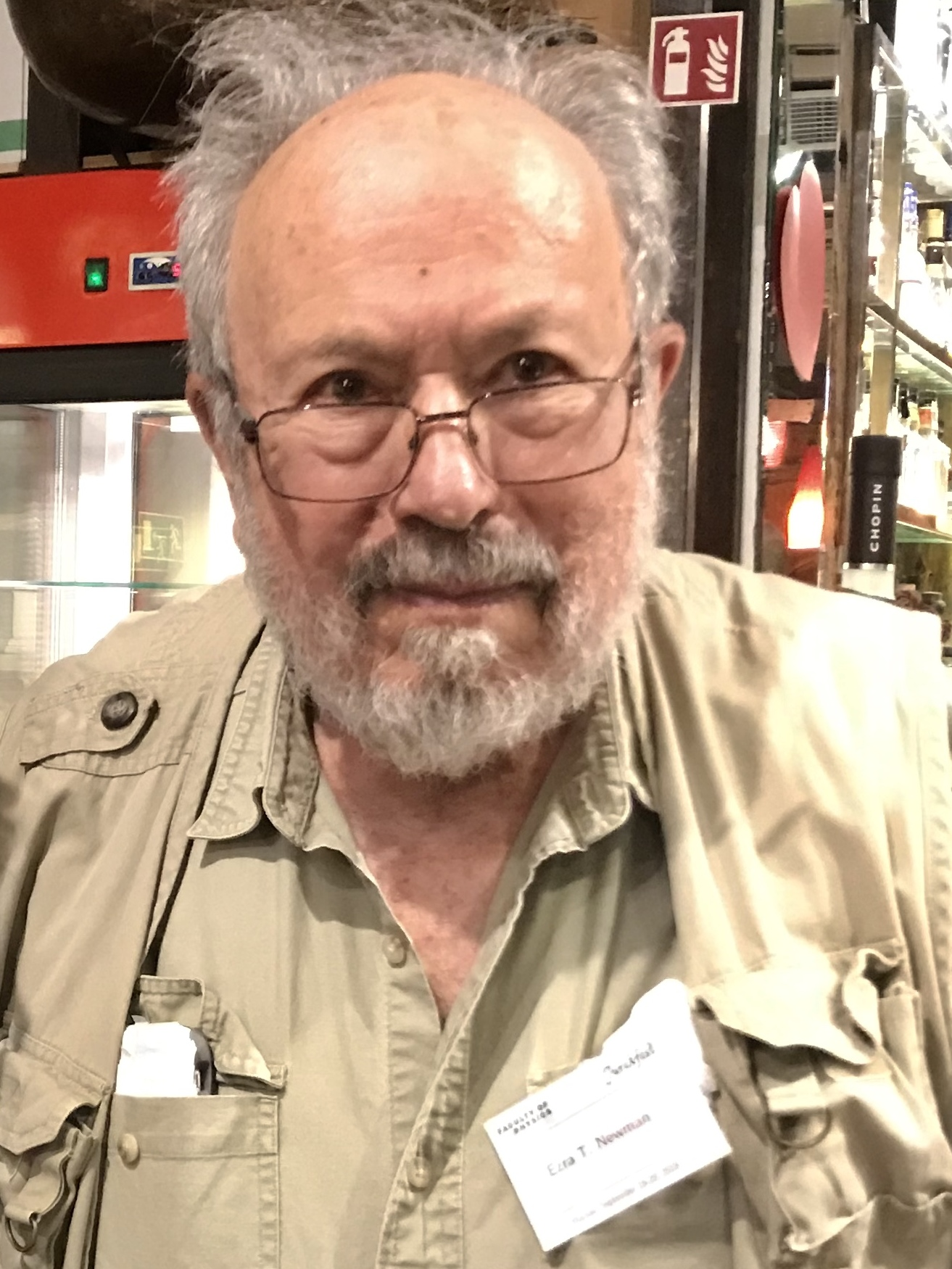
Ezra Ted Newman (1929-2021)
Cécile Renault (1970-2021)
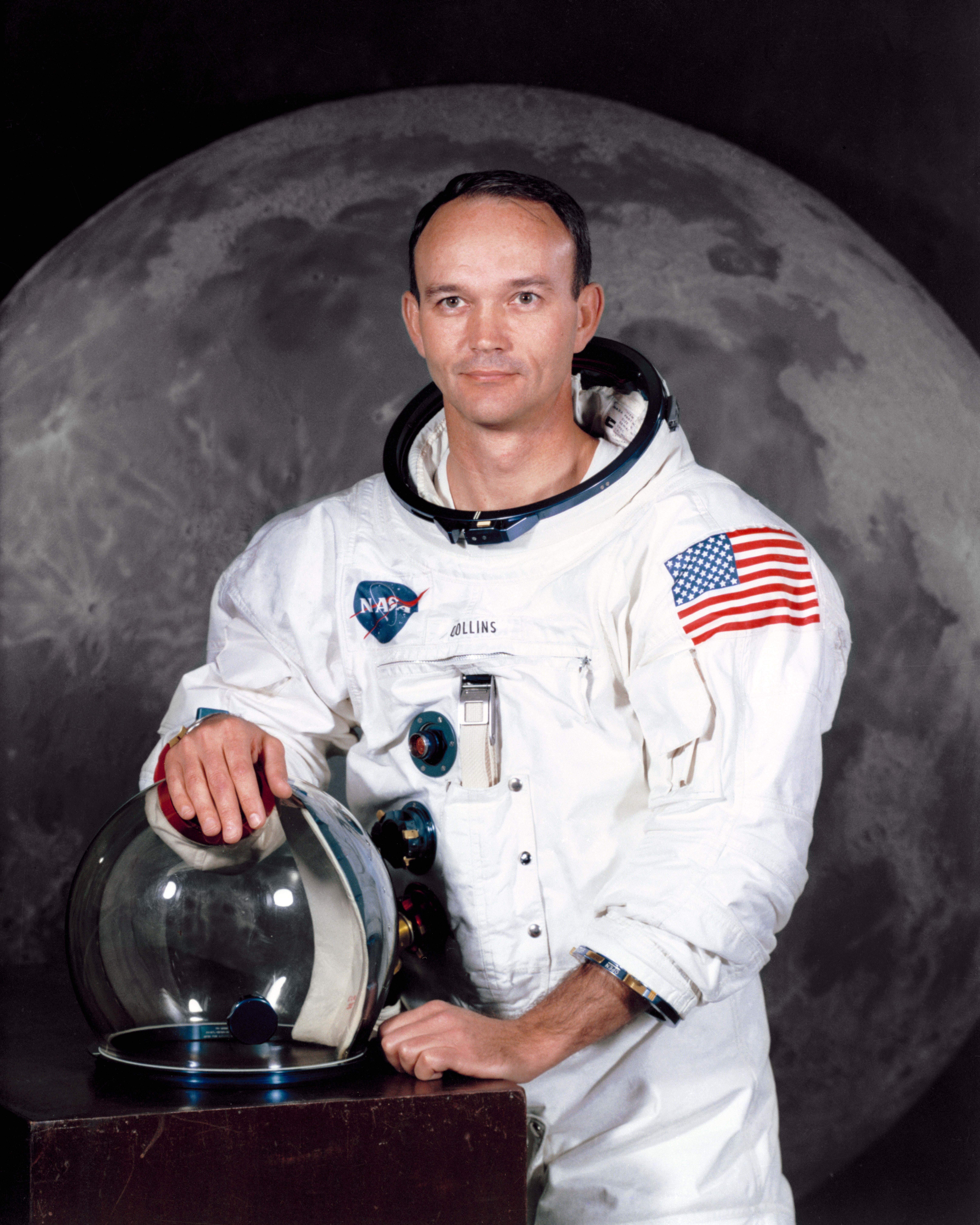
Michael Collins (1930-2021)